# Подъяпольское
Подъяпо́льское (с 2002 по 2011 Подъяпольский) — посёлок сельского типа в Шкотовском районе Приморского края, центр Подъяпольского сельского поселения.

## География
Расположен на побережье Уссурийского залива, вокруг бухты Подъяпольского.
В 8 км от Фокино расположен морской порт «Подъяпольск».

## История
Бухта Подъяпольского открыта 17 сентября 1887 года и названа именем капитана второго ранга Ивана Ивановича Подъяпольского, командира минного транспорта «Алеут». Первые крестьяне-переселенцы из Эстонии и Молдавии на берегах бухт Подъяпольского и Пяти охотников появились в 1903 году. К 1906 году здесь сформировалось поселение Линда.
В 1920-х годах в Линде организовали рыболовецкую артель «Эрингас». Вскоре поселение распалось на два — Подъяпольское и Вампауши.
В 1927 году была создана рыболовецкая артель «Приморец», а в 1930 году артели объединились в колхоз «Приморец», существующий по сей день. В 1938 году в бухту переведена Шкотовская моторно-рыболовецкая станция, ныне Приморский межколхозный судоремонтный завод.

## Население
| 2002 | 2006  | 2008  | 2010  | 2021  |
| ---- | ----- | ----- | ----- | ----- |
| 2090 | ↗2161 | ↗2194 | ↘1965 | ↘1714 |

## Транспорт
Посёлок находится на равном удалении от городов Фокино и Большой Камень, расстояние до них по дороге около 12 км. Ближайшая железнодорожная станция — Стрелковая, расположена в двух километрах, в посёлке Стрелок.
С Большим Камнем и Фокино существует регулярное автобусное сообщение (автобусные маршруты № 117 и 105 соответственно).
На территории посёлка с 2019 года работает угольный порт Вера.